# Piotr Orawski
Piotr Orawski (ur. 1 kwietnia 1962 w Gdyni, zm. 21 października 2013 w Gdańsku) – polski muzykolog, pedagog i dziennikarz związany programem II Polskiego Radia, autor książek dotyczących muzyki.

## Życiorys
Absolwent Państwowej Szkoły Muzycznej II st. im. Fryderyka Chopina w Gdańsku-Wrzeszczu, którą ukończył w klasie skrzypiec w 1981 roku oraz absolwent Instytutu Muzykologii Uniwersytetu Warszawskiego. Promotorem jego pracy magisterskiej, która obronił w 1988 roku, pod tytułem: Dodekafonia a modalność. Wybrane aspekty problemu na podstawie analizy Lamentatio Jeremiae Prophetae na chór a cappella op. 93 Ernsta Krenka, była Zofia Helman.
Z Polskim Radiem był związany od blisko trzydziestu lat. Przez jedenaście lat współpracował z Programem Trzecim. Kolejne jedenaście lat to działalność w Programie 4 PR, który w latach 90. miał profil edukacyjny. Po zmianie formuły programu trafił do radiowej Dwójki, gdzie pracował do śmierci. Przygotowywał i przedstawiał wieloletni cykl codziennych audycji o dziejach muzyki pt. "Lekcje muzyki Piotra Orawskiego". Był też autorem dwuletniego (sto godzinnych audycji) cyklu audycji o wczesnych latach życia Wolfganga Amadeusa Mozarta, zatytułowanych "Droga do Wiednia".
W radiowej Jedynce prowadził "Muzyczne pejzaże Europy", a także "Poranki muzyczne" dla dzieci, audycję transmitowaną na żywo ze Studia Koncertowego Polskiego Radia im. Witolda Lutosławskiego w Warszawie.
Współpracował z Filharmonią Pomorską im. Ignacego Jana Paderewskiego w Bydgoszczy, prowadząc koncerty. Przez dziesięć lat był nauczycielem akademickim w Akademii Muzycznej im. Stanisława Moniuszki w Gdańsku. Gościnnie wykładał w uczelniach muzycznych Warszawy, Łodzi, Bydgoszczy i Szczecina.
Radiowe "Lekcje muzyki" Piotr Orawski opracowywał i wydawał także w formie książek. Jego cykl zakończyło omówienie utworów Gustava Mahlera, choć planował doprowadzenie go do lat siedemdziesiątych XX wieku (wydawnictwo Kle opublikowało dotąd część obejmującą okres od średniowiecza do klasycyzmu).

## Nagrody i wyróżnienia
W 2007 r. otrzymał Złoty Mikrofon, nagrodę mediów publicznych. W uzasadnieniu Kapituła zwróciła uwagę na "erudycję, kulturę antenową i wybitną rolę w popularyzacji muzyki klasycznej" Piotra Orawskiego.
Działalność związana z „Porankami muzycznymi” została uhonorowana w 2008 r. nagrodą Rady Programowej Polskiego Radia.

## Publikacje
- 2010 – Lekcje muzyki. Średniowiecze i Renesans.[8]
- 2011 – Lekcje muzyki. Rozkwit Baroku.
- 2011 – Lekcje muzyki. Barok. Sacrum i profanum.
- 2013 – Lekcje muzyki. Klasycyzm. Prolog i rozwój
- 2014 – Lekcje muzyki. Dojrzały klasycyzm. Muzyka sakralna. Opera klasyczna
- 2015 – Lekcje muzyki. Romantyczny przewrót. Weber. Schubert. Mendelssohn